# Würmsee (Burgwedel)

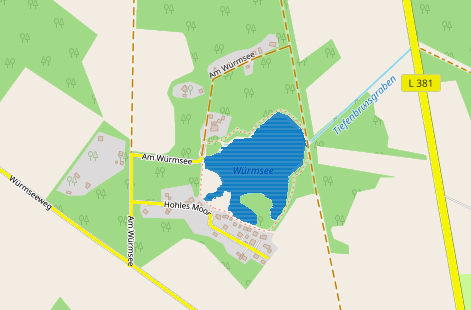
Lagekarte des Sees

Der Würmsee  ist ein kleiner und flacher See in der niedersächsischen Stadt Burgwedel in der Region Hannover. Er liegt umgeben von Wald und landwirtschaftlichen Nutzflächen nördlich von Großburgwedel innerhalb des Landschaftsschutzgebietes „Forst Rundshorn–Fuhrberg“.

## Beschreibung
Der Würmsee ist rund sechs Hektar groß. In Nord-Süd-Richtung hat er eine Ausdehnung von etwa 330 Meter und in West-Ost-Richtung sind es etwa 270 Meter. Die Wassertiefe beträgt durchschnittlich 60 cm. Der Wasserstand resultiert aus dem einsickernden Niederschlag, da der See über keinen Zufluss verfügt. Als flaches Oberflächengewässer fällt er in Dürresommern, wie 2018, 2019, 2020 und 2022, weitgehend trocken. Durch Revitalisierungsmaßnahmen ab 2016, wie das Freischneiden von Uferzonen, das Ausbaggern von Schlamm und die Anlage eines „Erlebnispfades“, entwickelte sich das Gewässer zu einem Naherholungsgebiet von regionaler Bedeutung.
Der Würmsee gilt als Brut- und Raststätte für zahlreiche Vogelarten. Er ist Lebensraum für Amphibien, wie den Moorfrosch, und für Insekten, wie den Wasserskorpion. Ein Inselbereich im Süden des Sees bietet, bei entsprechendem Wasserstand, brütenden Vögeln Schutz vor Hunden und Füchsen.

### Siedlung Würmsee
Südlich des Sees befindet sich die Siedlung Würmsee als Wochenendhausgebiet mit etwa 50 Gebäuden. Sie entstand in der Nachkriegszeit, als sich hier Ausgebombte, Flüchtlinge und Heimatvertriebene niederließen. Die Gebäude waren vielfach ohne Baugenehmigung errichtet worden, und da sich aus dem Provisorium ein Dauerzustand entwickelte, kam es zu rechtlichen Auseinandersetzungen zwischen der Gemeinde und den Bewohnern. Die Siedlung Würmsee ist gemäß Bebauungsplan (Straßen Hohles Moor und Am Würmsee) von 1990 ein reines Wochenendhausgebiet. Eine Überprüfung durch die Region Hannover im Jahr 2012 ergab, dass die rechtlichen Vorgaben von 60 m² Wohnfläche bei 42 von 56 Häusern erheblich überschritten wurden; 37 Häuser waren dauerhaft bewohnt und 44 Personen mit Erstwohnsitz dort gemeldet. Ferner wurden 160 Nebenanlagen errichtet, von denen 10 die vorgeschriebenen 20 m² Fläche um ein vierfaches überschritten. Die Region übergab den Vorgang an die Stadt Burgwedel zur Entscheidung. Das Problem wurde zwei Jahre später gelöst: „2014 einigten sich Region Hannover und Stadt Burgwedel…auf einen Modus: Dauerwohnungen bis zu 90 Quadratmeter große Häuser zu legalisieren. … darüber hinausgehende Häuser müssten zurückgebaut werden“, wovon 20 Gebäude betroffen waren.  Diese Regelungen enthielt der 2014 erlassene Bebauungsplan.

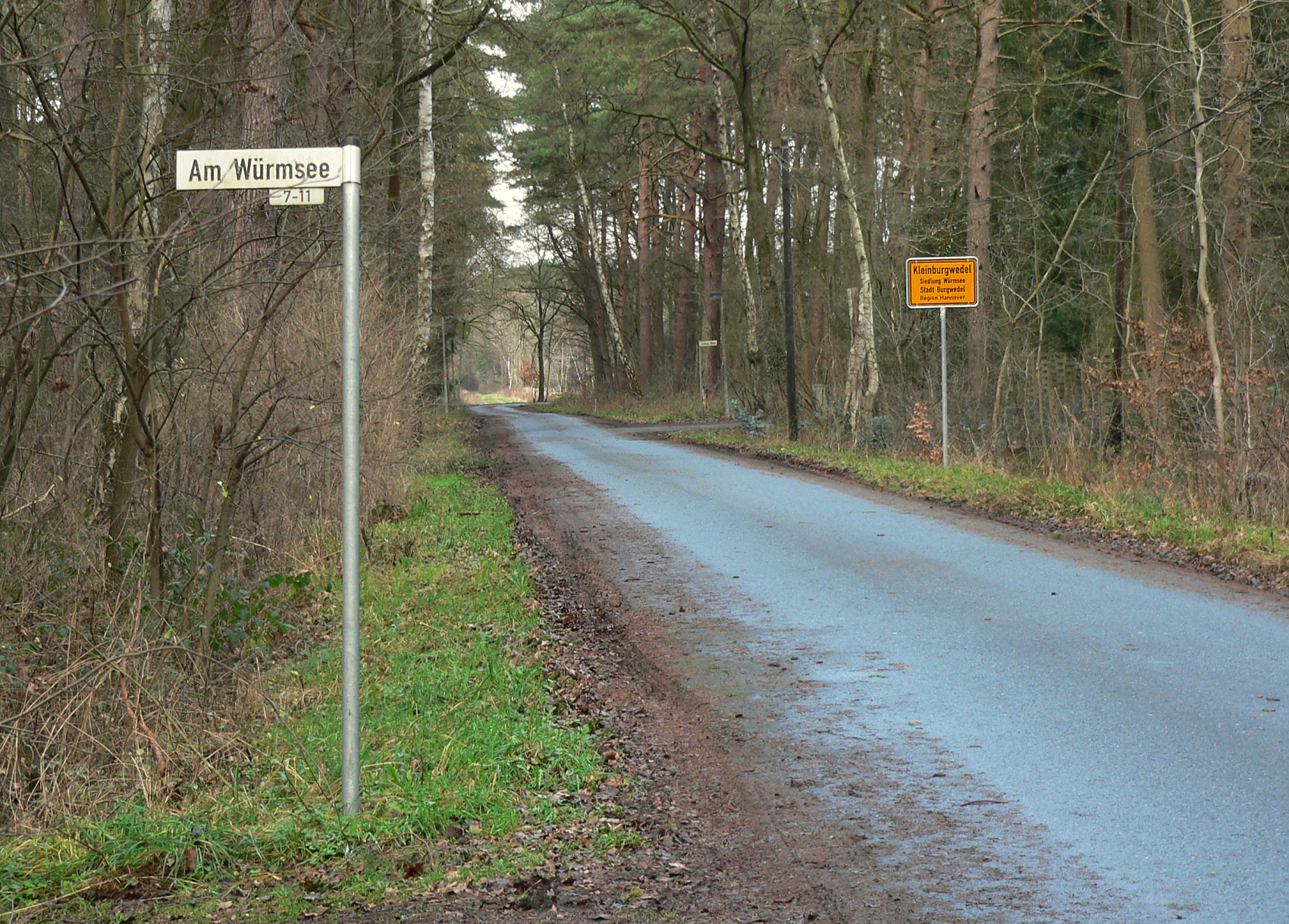
Orts- und Straßenschild der Siedlung Würmsee
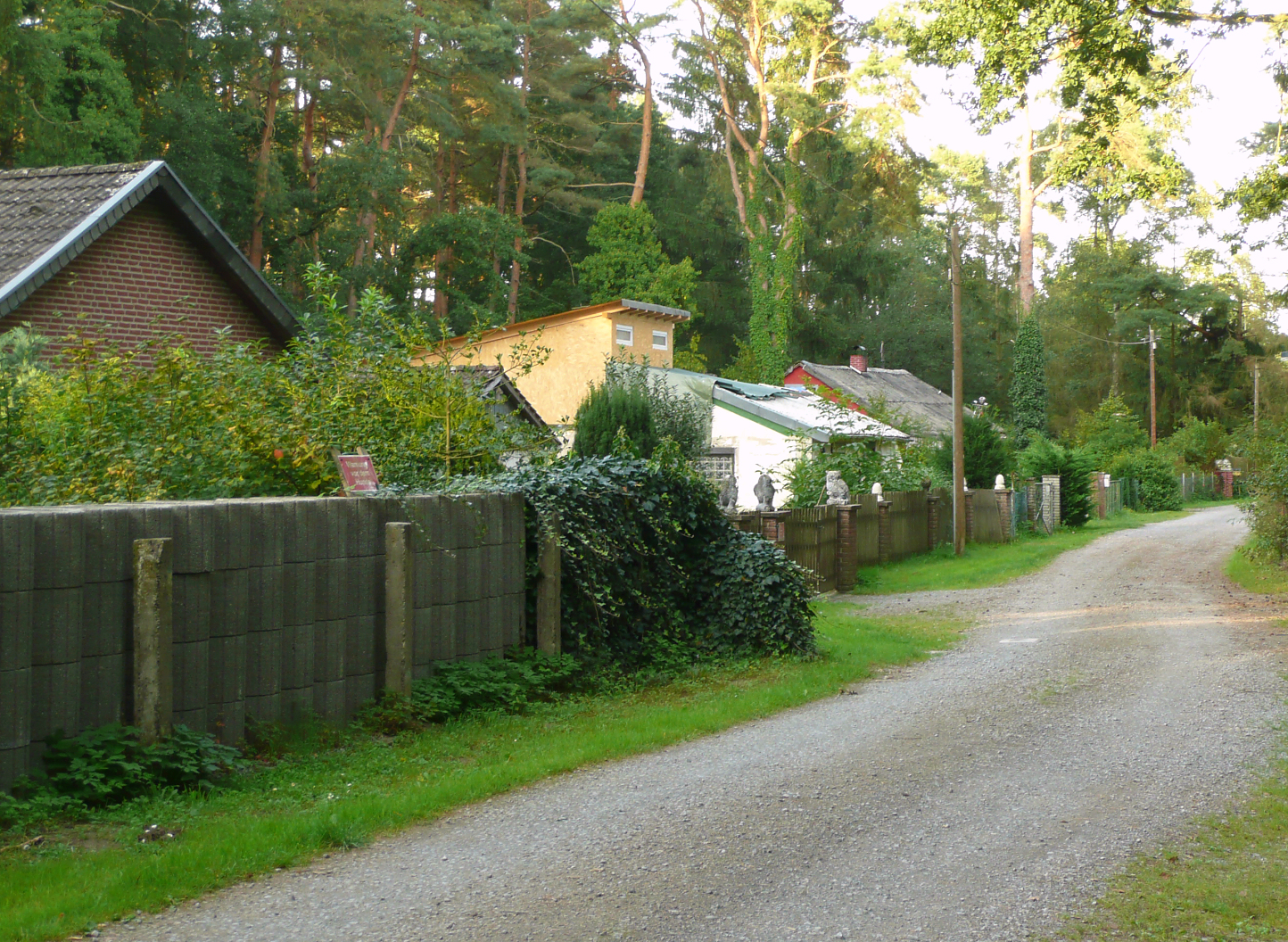
Gebäude der Siedlung

### Erlebnispfad

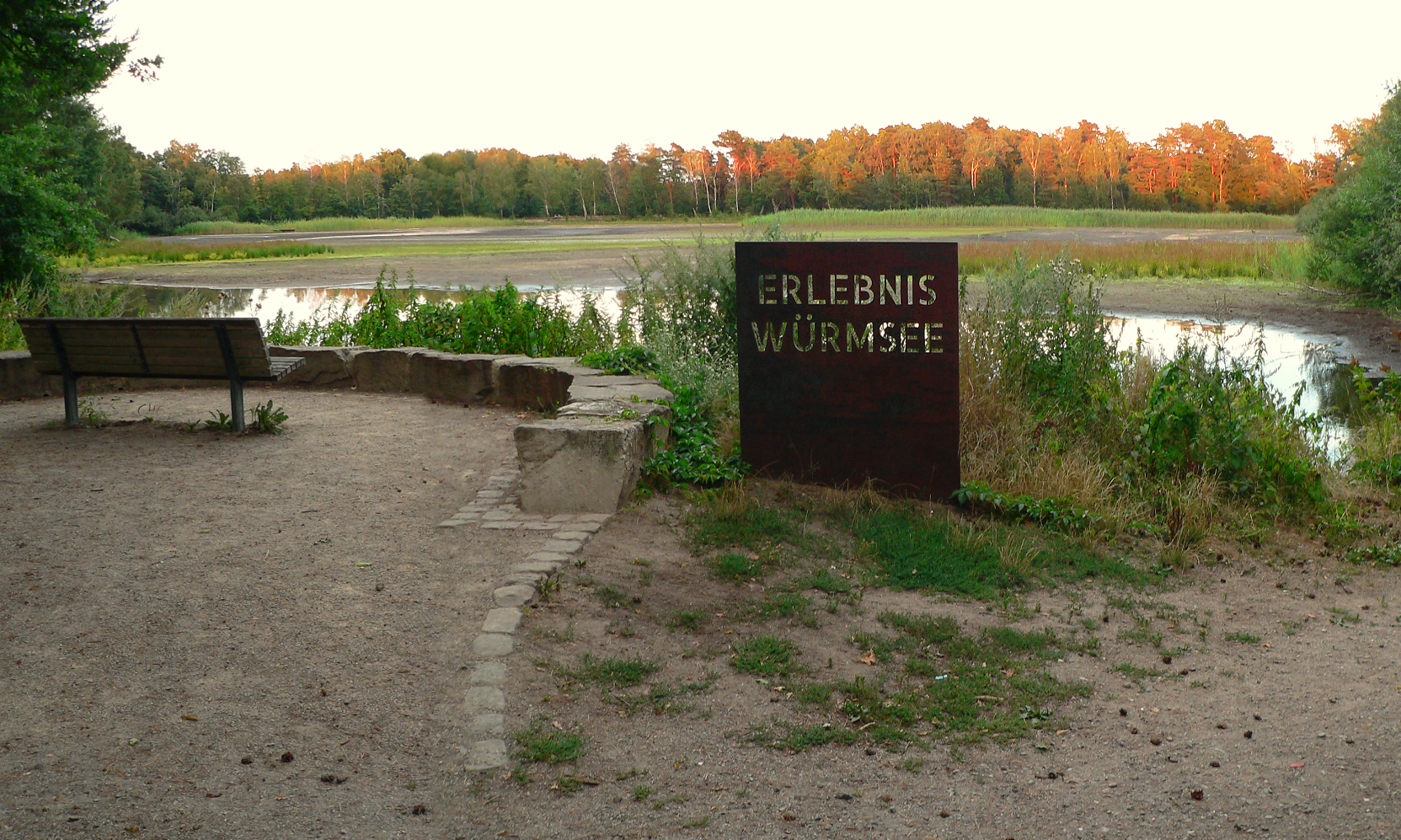
Startpunkt des Erlebnispfades

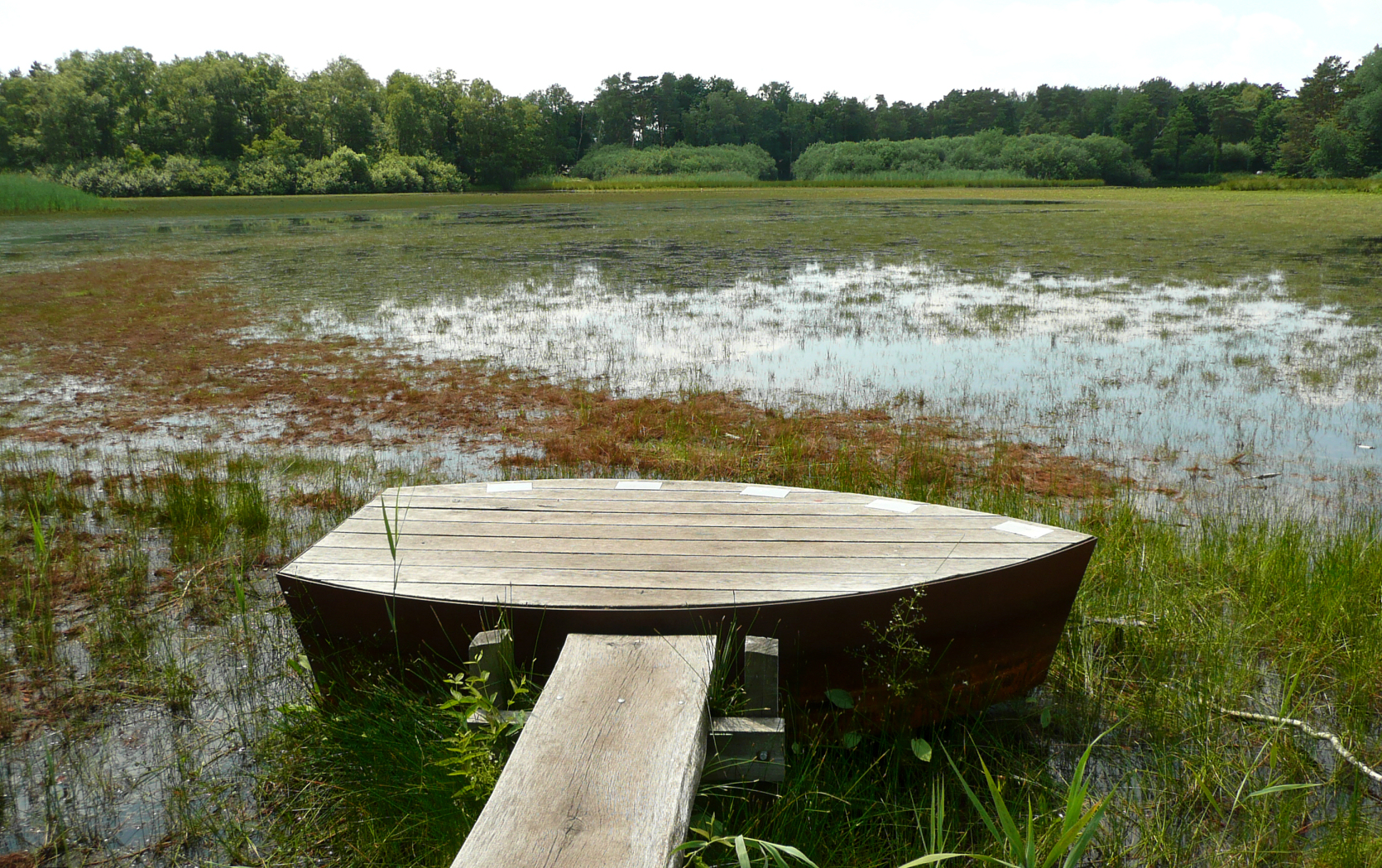
Steg mit Boots-Installation

2019 wurde ein „Erlebnispfad“ in der Art eines Skulpturenweges eingerichtet, der als Rundweg um den See führt. Die Skulpturen an neun Stationen nehmen Bezug auf den früheren Wochenendtourismus am See, den einstigen Torfabbau, die wechselnden Wasserstände und die Besiedlung des Gebietes nach dem Zweiten Weltkrieg.

## Geschichte
Zur Entstehung des Sees gibt es die Erklärung, dass er sich im Anschluss an die vor rund 12.000 Jahren endende Weichsel-Kaltzeit durch Windausblasung bildete. Laut der örtlichen Überlieferung entstand der See im 19. Jahrhundert durch das Torfstechen in einem Moorgebiet, das auf Karten der Kurhannoverschen Landesaufnahme von 1780 als „Halen Moor“ bezeichnet wird. Danach ist eine Straße am See als Hohles Moor benannt. Das durch das Abtorfen gebildete Gewässer wurde zunächst „Halenmoorsee“ genannt. In den 1920er Jahren wurde es zu einem beliebten Ausflugsziel mit einer Gastwirtschaft und einem Bier- und Kaffeegarten. Freizeitaktivitäten waren im Winter Schlittschuhlaufen und im Sommer Bootsfahrten sowie Baden an einem Badestrand. Besucher kamen vor allem aus Hannover, da der Maschsee zu der Zeit noch nicht existierte. Den Namen Würmsee erhielt der See durch Gäste, die den See mit dem damals als Würmsee bezeichneten bayerischen Starnberger See verglichen. Bereits 1950 begann der Besitzer eines Bootsverleihs am See Grundwasser zur Erhöhung des Wasserspiegels in den flachen Moorsee einzuleiten. Als er dafür eine Wasserentnahmegebühr entrichten sollte, beendete er 1995 das Einpumpen. Im selben Jahr übernahm ein neuer Pächter die Gaststätte. Kurze Zeit später wurde der nahegelegene Campingplatz aufgegeben und der Bootsverleih eingestellt. 1996 fiel der See erstmals trocken. Nach einem Sturmschaden 2007 baute der Pächter den beschädigten Kiosk wieder auf, musste jedoch „den zu groß aufgebauten Kiosk“ wieder abreißen. Im Rahmen der Planung zum „Entwicklungskonzept Würmsee“ kam es zu erheblichen Differenzen zwischen Pächter, Stadtverwaltung, der Freiraumplanerin und dem Realverband Kleinburgwedel. Das Entwicklungskonzept für den Würmsee passierte in den Folgejahren einige Gremien, die Parteien waren sich jedoch bis 2013 uneinig. Während der Stadtrat von Bündnis 90/Die Grünen das Würmsee-Konzept begrüßte, hinterfragte die SPD-Ratsfrau dessen Nachhaltigkeit „...wie lange soll der Erhalt dauern, 10 oder 20 Jahre?“. Der CDU-Ratsherr, als Vorsitzender des Realverbandes, stellte das gesamte Konzept in Frage. „Der Realverband wird sich nicht an einem sterbenden See beteiligen.“
2016 pachtete die Gemeinde Burgwedel den See vom Realverband Kleinburgwedel. Seither pumpt die Kommune durch eine Rohrleitung regelmäßig Wasser in das Gewässer ein, damit es nicht verlandet und um brütende Vogelarten in der Uferzone zu unterstützen. Trotz des Zupumpens von Wasser fällt der See insbesondere in regenarmen Zeiten weitgehend trocken. Nachdem im Jahr 2022 der See fast komplett trocken gefallen war, retteten Sportfischer etwa 50.000 Fische durch Entnahme.
2018 wurde der See zur Entschlammung ausgebaggert, um ein Verlanden zu verhindern und um Lebensräume für Vögel zu schaffen. 2020 schloss die Gaststätte am See.

Bildergalerie
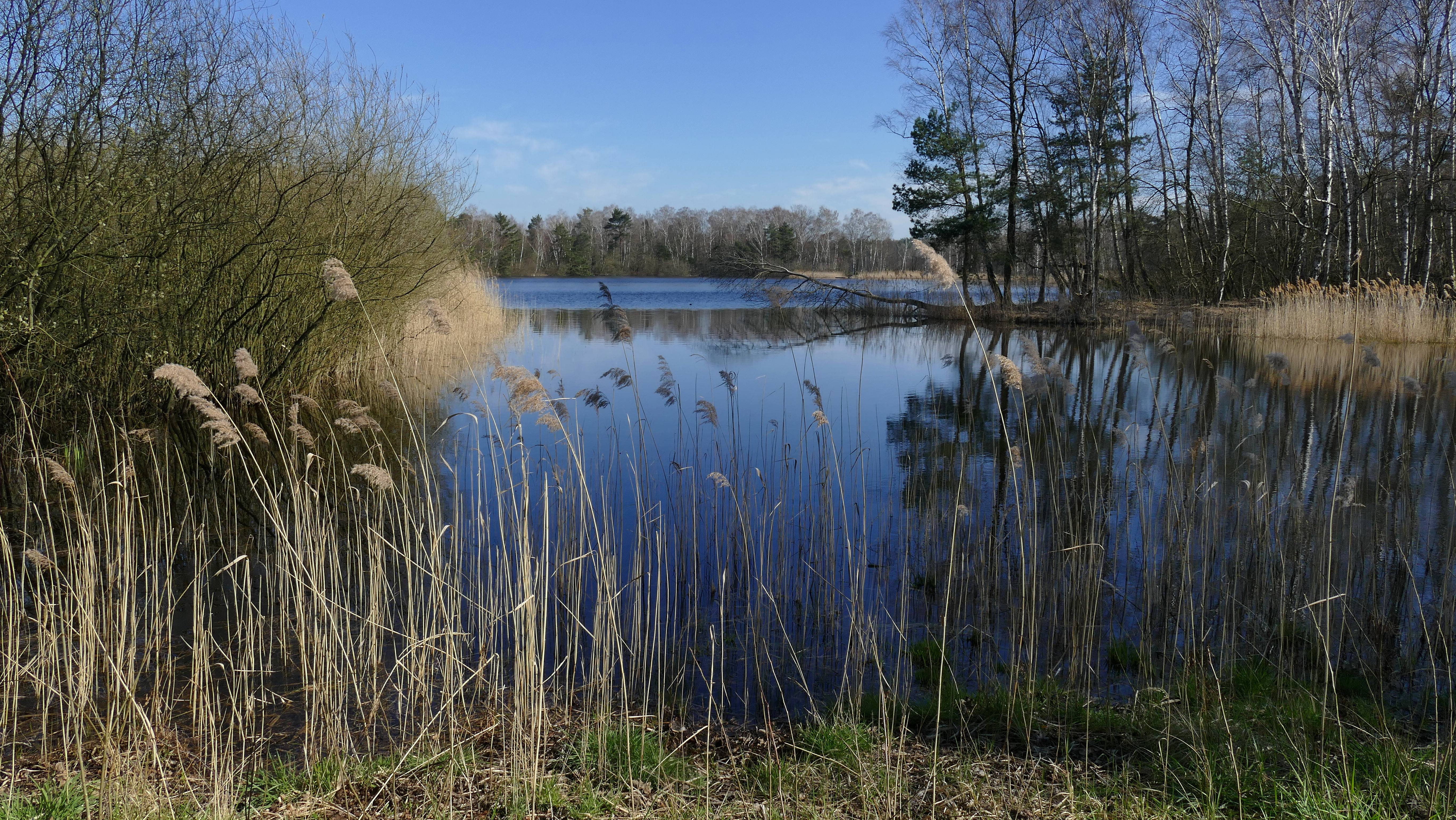
Der See im Frühjahr 2020
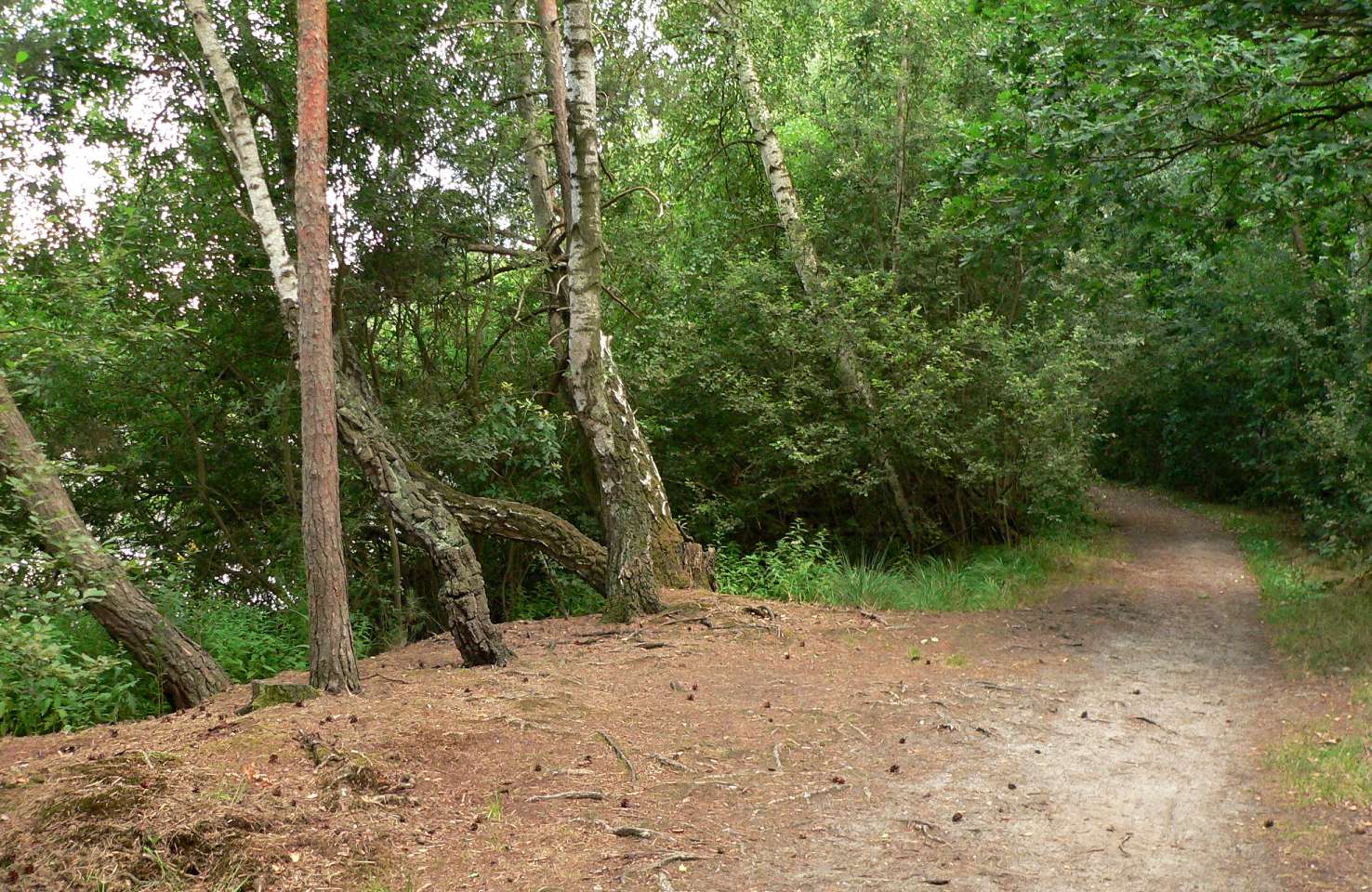
Der Rundweg um den See
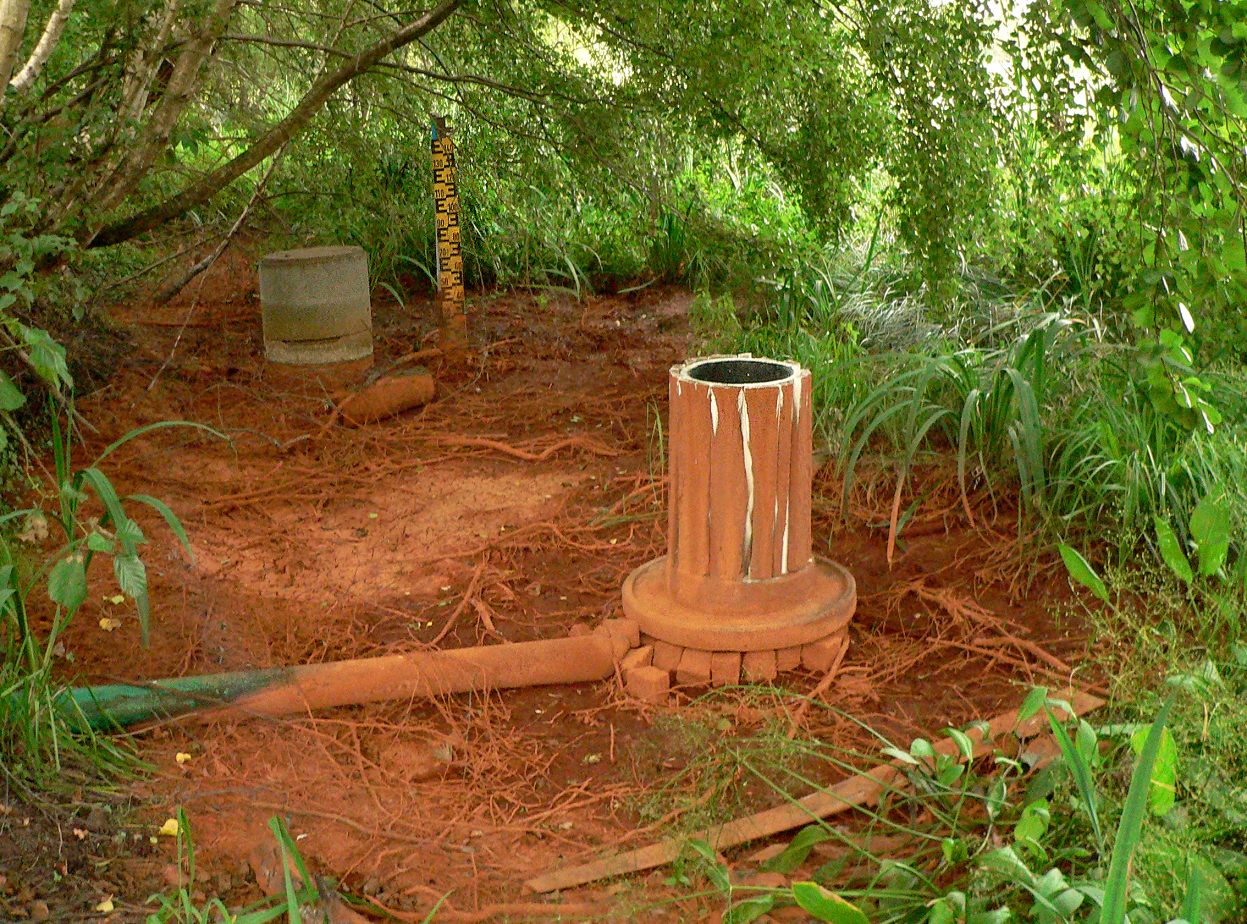
Pegel und Einpumpstelle für zusätzliches Wasser im ausgetrockneten See, 2022
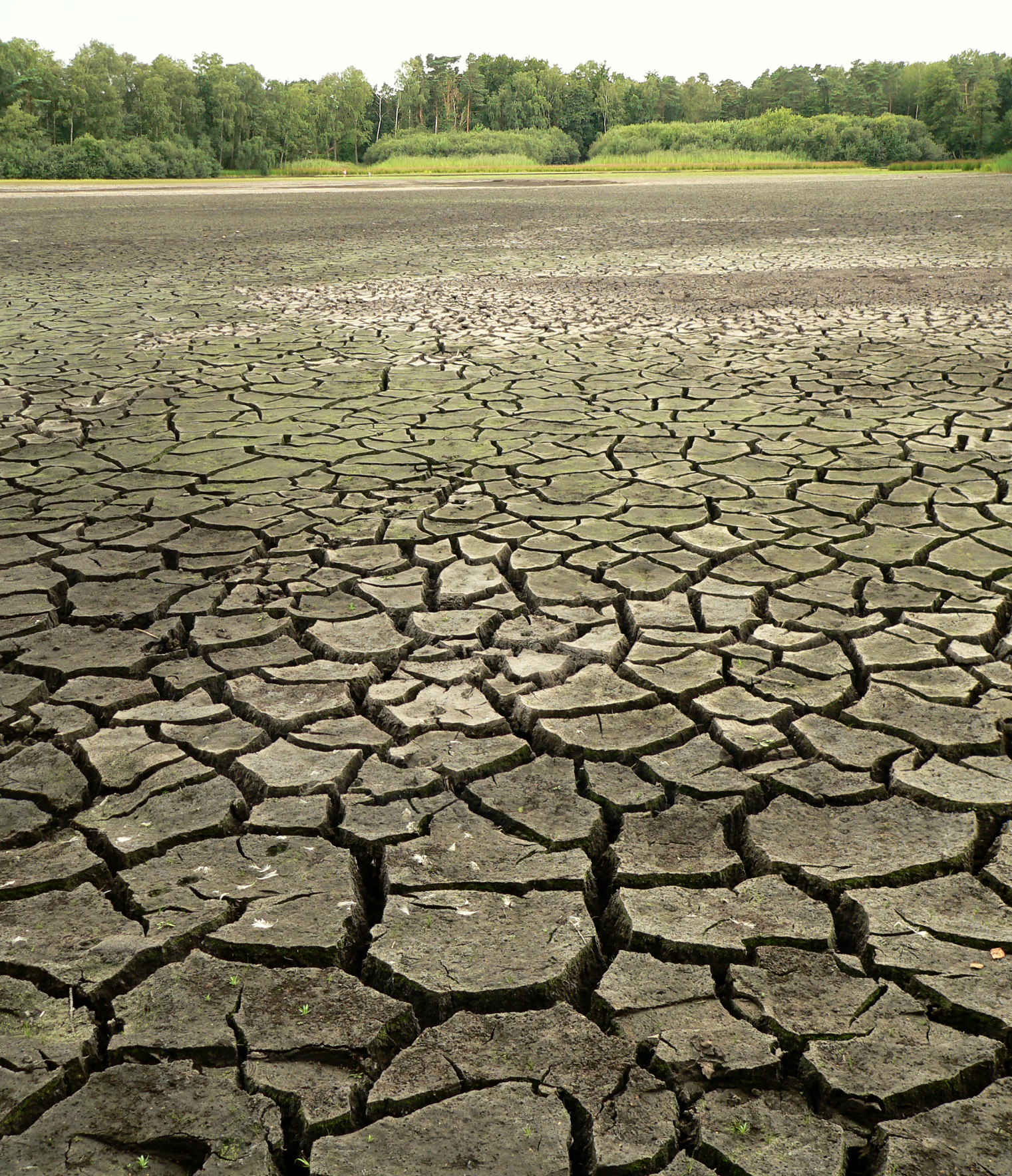
Trockenrisse im ausgetrockneten See während der Dürre und Hitze in Europa 2022

## Sonstiges
Der See erlangte 2022 überregionale Bekanntheit durch einen Kriminalfall, den die Medien als Würmseemord bezeichneten. Dabei verschwand in der Nacht zum 11. September 2022 eine 56-jährige Frau aus ihrer einzelstehenden Wohnlaube in der Siedlung Würmsee. 2023 verurteilte das Landgericht Hannover einen 54-jährigen Mann aus Warburg in einem Indizienprozess wegen Mordes, obwohl die Leiche der Frau bis dahin nicht gefunden wurde (Mord ohne Leiche). Pilzsammler fanden sie kurz danach in einem Waldstück, dass etwa 2,5 km Luftlinie vom Würmsee entfernt ist.
Bereits 1985 wurde im Waldgebiet Sprillgehege, das nördlich an den Würmsee angrenzt,  eine getötete Jugendliche aufgefunden. 2023 führte die Polizei Hannover im Rahmen von Cold-Case-Ermittlungen eine Öffentlichkeitsfahndung in Burgwedel und in Isernhagen als dem frühen Wohnort des Opfers durch.